# Городское поселение Щёлково
Городско́е поселе́ние Щёлково — упразднённое муниципальное образование в Щёлковском муниципальном районе Московской области.

## Географические данные
Общая площадь — 87,41 км². Муниципальное образование находится в юго-западной части Щёлковского района, и граничит:
- с городским округом Ивантеевка (на северо-западе),
- с городским округом Королёв (на западе),
- с городским поселением Загорянский Щёлковского муниципального района (на западе),
- с сельским поселением Медвежье-Озёрское Щёлковского муниципального района (на юге),
- с городским округом Звёздный городок (на востоке),
- с сельским поселением Анискинское Щёлковского муниципального района (на северо-востоке),
- с сельским поселением Гребневское Щёлковского муниципального района (на севере),
- с городским округом Фрязино (на севере).

## История
Образовано в феврале 2005 года, включило город Щёлково и ещё 7 сельских населённых пунктов из упразднённых Жегаловского и Мальцевского сельских округов. Позднее в восточной части поселения был сформирован городской округ Звёздный городок, ныне не входящий в состав Щёлковского муниципального района.
Законом Московской области № 258/2018-ОЗ от 28 декабря 2018 года, с 9 января 2019 года все городские и сельские поселения Щёлковского муниципального района были упразднены и объединены в новое единое муниципальное образование городской округ Щёлково.

## Население
| 2006     | 2007     | 2008     | 2009     | 2010     | 2011     | 2012     | 2013     | 2014     |
| -------- | -------- | -------- | -------- | -------- | -------- | -------- | -------- | -------- |
| 116 961  | ↘116 320 | ↘116 138 | ↘110 670 | ↗112 763 | ↘112 200 | →112 200 | ↗115 252 | ↗118 670 |
| 2015     | 2016     | 2017     | 2018     | 2019     |          |          |          |          |
| ↗121 274 | ↗125 865 | ↗128 182 | ↘128 000 | ↘127 161 |          |          |          |          |

## Состав городского поселения
| № | Населённый пункт | Тип населённого пункта        | Население |
| - | ---------------- | ----------------------------- | --------- |
| 1 | Байбаки          | деревня                       | ↘72       |
| 2 | Васильевское     | деревня                       | ↘61       |
| 3 | Краснознаменский | посёлок                       | ↘1477     |
| 4 | Лёдово           | деревня                       | ↗77       |
| 5 | Набережная       | деревня                       | ↘314      |
| 6 | Образцово        | посёлок                       | ↘88       |
| 7 | Серково          | деревня                       | ↗263      |
| 8 | Щёлково          | город, административный центр | ↗135 918  |

## Местное самоуправление
Глава городского поселения — Ершова Татьяна Борисовна с начала образования поселения. Переизбиралась на второй срок в октябре 2010 года. Прекратила свои полномочия по собственному желанию с 11 февраля 2015 года. Председатель Совета депутатов — Махмутов Рушан Гаярович с сентября 2014 по 6 февраля 2015 года.

## Экономика
В 2010 году численность работающих на предприятиях и организациях городского поселения Щёлково составила 32,6 тысяч человек. В том числе: в промышленности занято около 12 тыс. человек, в строительстве — 1,1 тыс. человек, в здравоохранении — 2,8 тыс. человек, в образовании — 4,4 тыс. человек, в сфере транспорта и связи — 1,9 тыс. человек. По итогам 2010 года в налоговом органе зарегистрировано 1400 малых предприятий городского поселения Щёлково.
Город Щёлково является одним из ведущих промышленных городов Подмосковья, на территории поселения осуществляют деятельность более 140 промышленных предприятий. В общем объёме производимой продукции лидируют предприятия по производству машин и оборудования. На втором месте находятся предприятия химической отрасли.